# Sthaviravada
Sthaviravada (Sânscrito: स्थविरवाद; chinês tradicional: 上座部; pinyin: Shàngzuò Bù) significa, literalmente, "Doutrina dos Anciãos", e foi uma das primeiras escolas budistas. Eles foram um dos dois principais movimentos no Budismo, que surgiu a partir do Grande Cisma do Budismo pré-sectário, sendo o outro o da escola Mahāsāṃghika.

## Visão dos Doutos
O cisma dividindo o Sthaviravada e escola Mahāsāṃghika aconteceu entre o segundo (350 a.C.) e terceiro (250 a.C.) conselho budista. Uma das sugestões referente à causa do Grande Cisma foram os desentendimentos entre as cinco teorias sobre um Arhat supostamente invocados por Mahādeva, que mais tarde fundou a Mahāsāṃghika. Os monges que rejeitaram as cinco teorias nomearam-se como Sthaviravada para diferenciarem-se da Mahāsāṃghika.
No entanto, esse conto se baseia em um texto posterior, o Mahavibhasa. No Vasumitra, uma fonte anterior, provavelmente datada cerca de 100 d.C., preservadas em chinês e tibetano, não há nenhuma menção de qualquer pessoa, nomeada Mahādeva. Em vez disso, são listados os nomes das figuras mais conhecidas que aceitaram ou rejeitaram a cinco teorias. Étienne Lamotte demonstrou também que a existência do personagem "Mahādeva" foi uma interpolação posterior dos sectários.
Os Sthaviras depois se dividiram em outras escolas como a escola Sarvastivada e Vibhajjavāda (Sânscrito: ‘’Vibhajyavada’’). O ramo Vibhajjavāda resultante deu origem a um número de escolas como a Mahāvihāravāsins (mais tarde chamado de Theravada), a escola Dharmaguptaka, a escola Mahīśāsaka, e a escola Kāśyapīya.
A doutrina Sthaviravada possivelmente sobrevive hoje no Theravāda (Thera e Sthavira sendo as formas em Pāli e Sânscrito da mesma palavra que significa "ancião") — a Escola Theravada reivindica a continuidade doutrinal com o Sthaviravada inicial. 
Conforme o Mahavamsa, uma fonte Theravada, após o Segundo Concílio ser encerrado aqueles que tomaram o lado dos monges juniores, monges que não aceitaram o veredicto, mas realizaram uma montagem de sua própria participação de dez mil chamando-a de Mahasangiti (Grande Convocação) a partir do qual a escola Mahāsāṃghika derivou seu nome.